# Leopold Adametz
Leopold Adametz, född 11 november 1861 Brünn eller Feldsberg, död 27 januari 1941 i Wien, var en österrikisk ärftlighetsforskare som gjorde pionjärinsatser inom den moderna husdjursaveln.
Adametz avlade 1884 statsexamen vid Hochschule für Bodencultur i Wien, blev 1886 filosofie doktor i Leipzig, tjänstgjorde 1887–91 som assistent och docent, sedan 1890 som e.o. professor i husdjurslära och mejerihushållning vid ovannämnda högskola, blev professor i samma ämnen i Kraków 1891 och i husdjurens skötsel och morfologi i Wien 1898. Efter första världskriget kallades han att som sakkunnig ordna den högre lantbruksundervisningen i Polen. 
Till en början arbetade Adametz i synnerhet på det mejeribakteriologiska området, men från 1892 ägnade han sig främst åt husdjursskötsel, särskilt åt utforskandet av nötkreatursraserna i första rummet i Österrike och Balkanländerna med deras primitiva raser, samt sysslade från 1907 med karakulrasens acklimatisering och användning i Europa (för skinnets skull). Han skrev bland annat studier över Bos europæus och Capra prisca och invaldes som ledamot av svenska Lantbruksakademien 1915. 

## Övriga skrifter i urval
- Die Rinderrassen und Rinderschläge in Bosnien (1892)
- Studien über das polnische Rotvieh (1901)
- Studien über die mendelsche Vererbung der wichtigsten Rassenmerkmale der Karakulschafe bei Reinzucht und Kreuzung mit Rambouillet (1917)
- Herkunft und Wanderungen der Hamiten, erschlossen aus ihren Haustierrassen (i "Osten und Orient" 1920)
- Lehrbuch der allgemeinen Tierzuchtlehre (1924)